# Acanthinus lulingensis
Acanthinus lulingensis es una especie de coleóptero de la familia Anthicidae. El nombre científico de la especie fue publicado válidamente por primera vez en 1904 por Casey.

## Distribución geográfica
Habita en Texas (Estados Unidos).